# Réserve naturelle intégrale du Tsingy de Bemaraha
La réserve naturelle intégrale du Tsingy de Bemaraha est une aire protégée de l'Ouest de Madagascar située dans la région du Melaky et inscrite depuis 1990 sur la liste du patrimoine culturel mondial de l'UNESCO. En 1997, le découpage de la réserve est revu, pour créer un parc national du Tsingy de Bemaraha (offrant une protection moindre), dans sa partie sud.

## Géographie
Les Tsingy de Bemaraha se trouvent près de la petite ville de Bekopaka dans la région du Melaky, à 150 km au Nord de Morondava pour son entrée Sud mais aussi proche de la ville d'Antsalova accessible en avion pour son entrée Nord. La réserve est ouverte de juin à novembre (saison sèche) mais reste encore peu facile d'accès en raison de routes très peu praticables.

### Topographie
La réserve s'étend sur 157 710 hectares à une altitude de 150 à 700 mètres.
Les canyons aux bords tranchants comme un rasoir des Tsingy de Bemaraha se sont formés en grande partie sous la surface, à partir de cavités étroites et profondes. Tandis que les pluies de mousson ciselaient le sommet d'un vaste dépôt calcaire, la nappe phréatique dissolvait la roche le long d'un réseau de lignes de fracture. Lorsque la voûte des cavités s'effondra et que la nappe s'abaissa, un labyrinthe de canyons avec lapiés tranchants émergea.
Un paysage karstique est un massif calcaire fortement déchiqueté formant un « tsingy » ou « forêt » d'éperons calcaires, paysage unique au monde. Tsingy vient du mot malgache qui signifie « aiguille ». La réserve abrite d'autres manifestations karstiques telle la gorge de la rivière Manambolo (de 300 à 400 m de profondeur). La réserve de Bemaraha présente par ailleurs un paysage contrasté avec un relief vallonné et des pics élevés où des forêts primaires, des lacs et des mangroves servent d’habitat à diverses espèces d'oiseaux rares et de lémuriens.

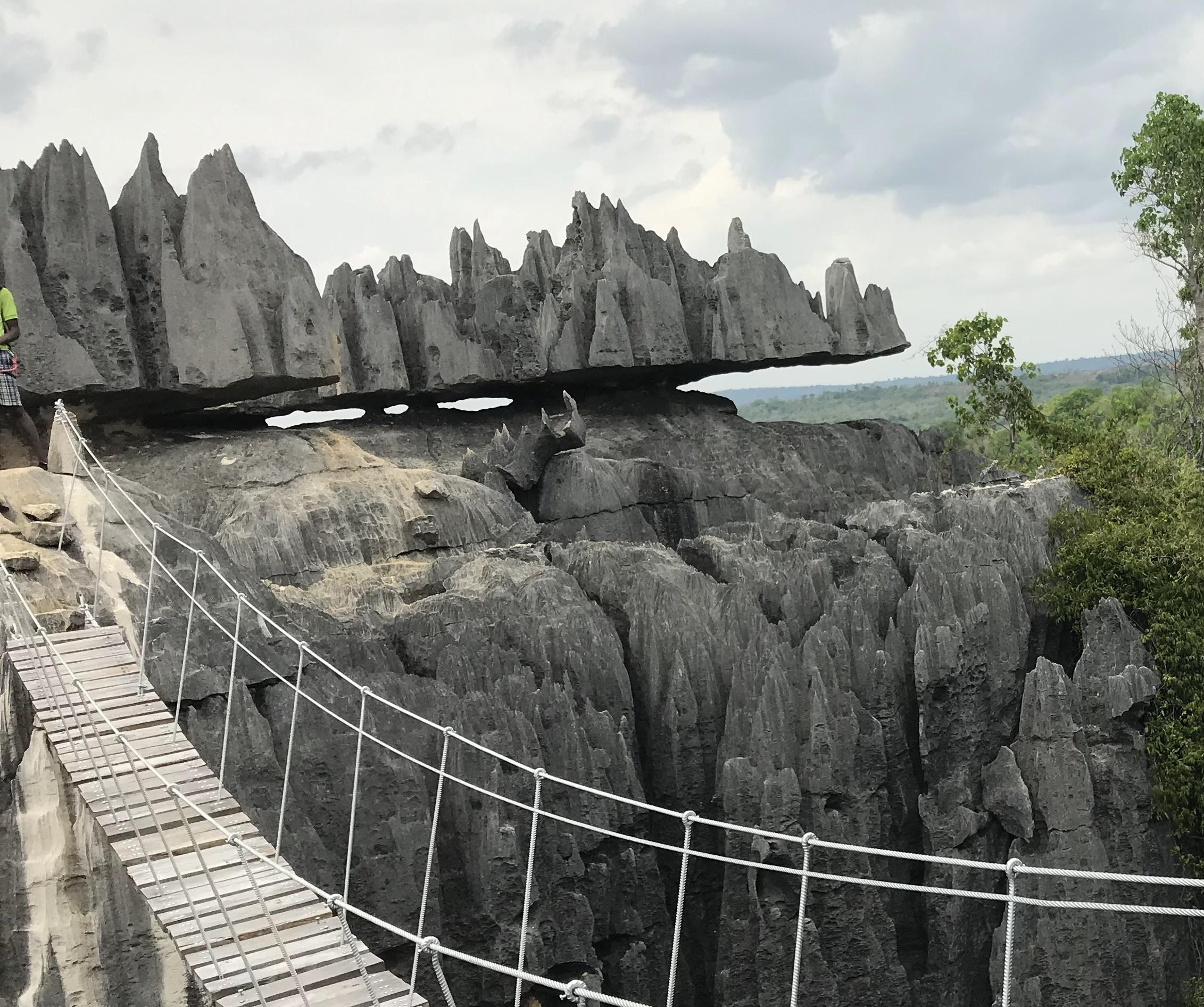
Paysage du Tsingy de Bemaraha.

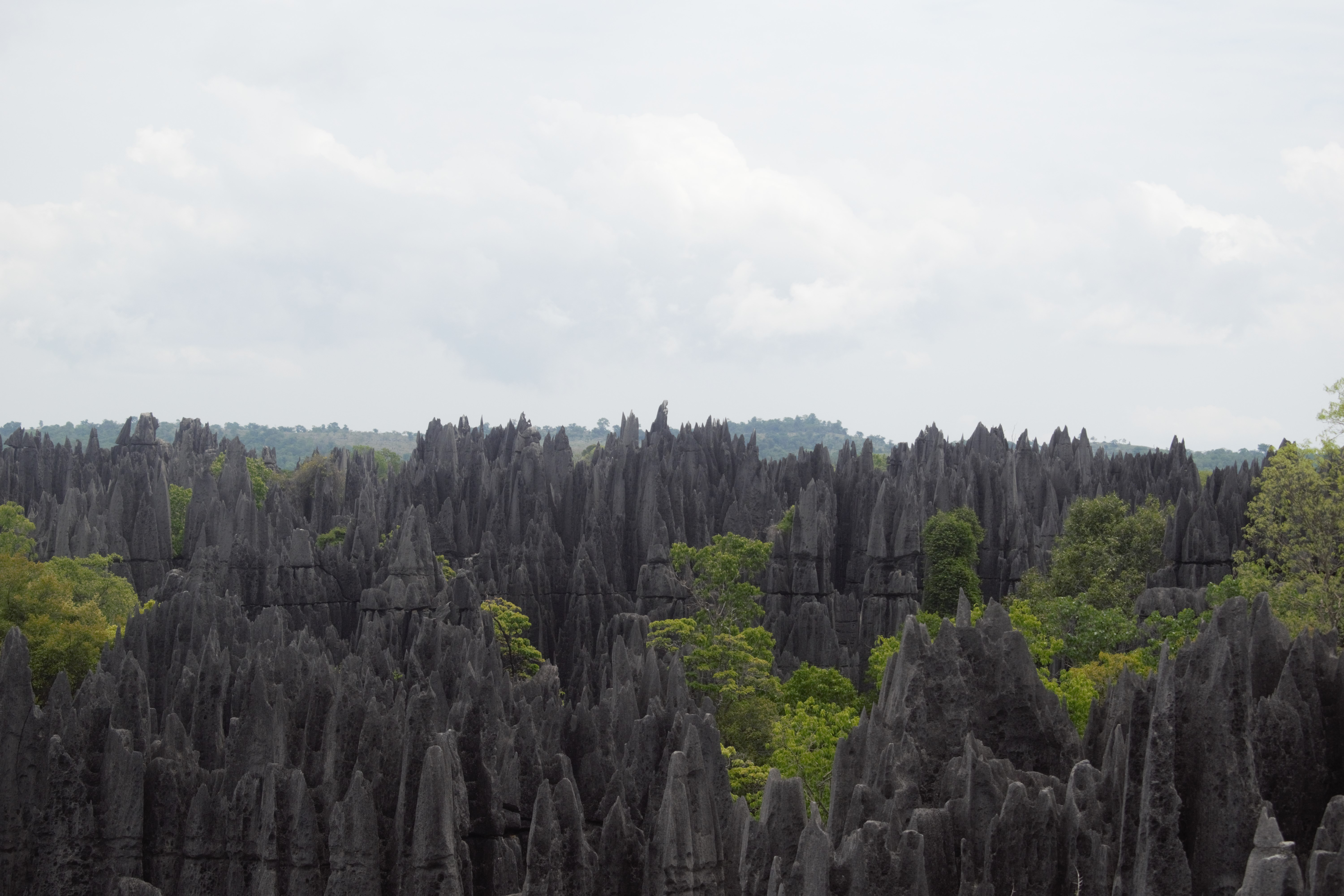
Relief karstique à Bemaraha.

### Géologie

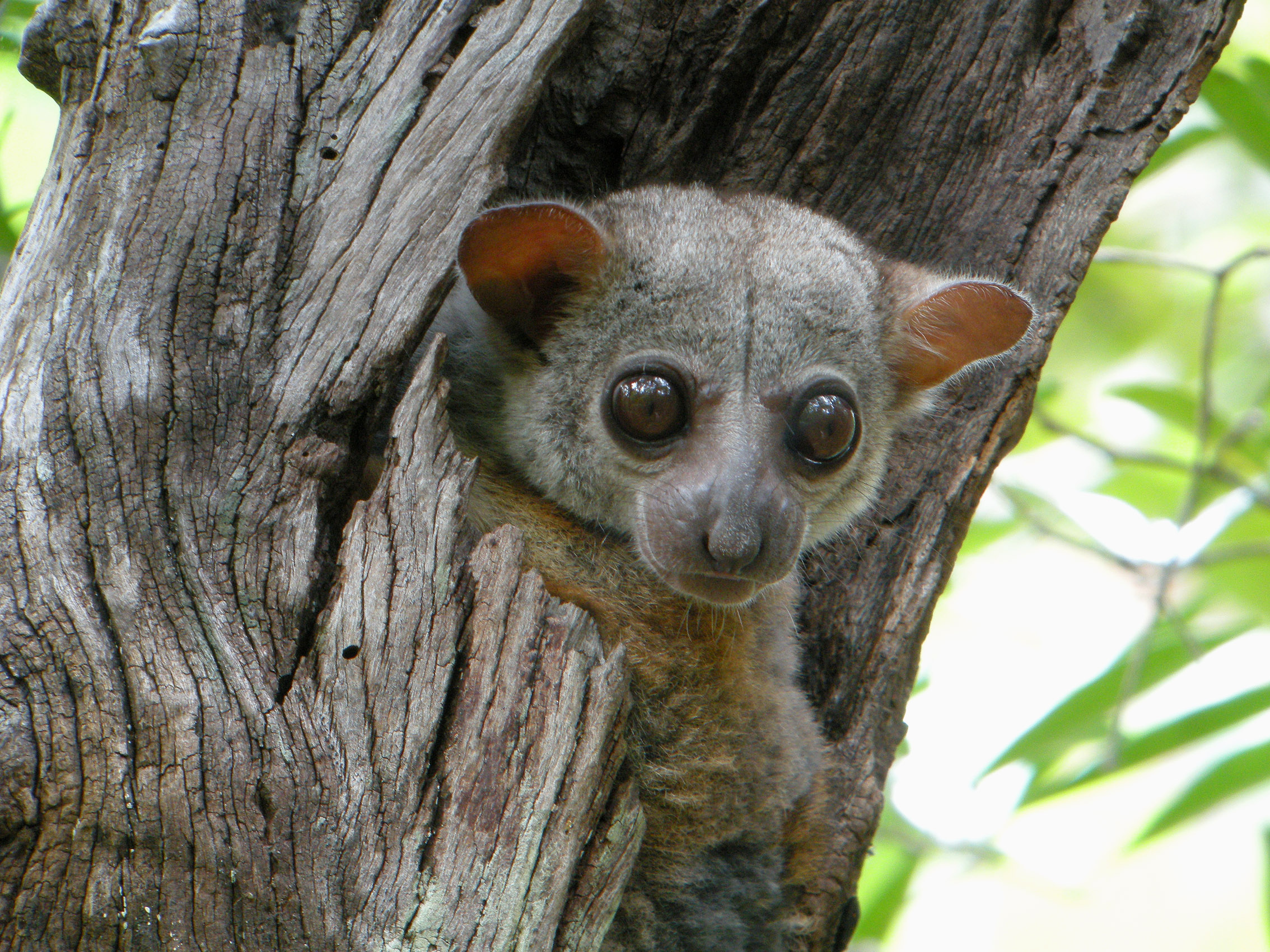
Un lépilémur, photographié au parc national d'Ankarafantsika.

Les formations des tsingy remontent à la séparation de l'île de Madagascar de la plaque africaine, il y a 160 millions d'années. Ce glissement tectonique entraîna le soulèvement d'une gigantesque plaque calcaire. Les tsingy sont donc ces immenses massifs de calcaire aux allures impressionnantes.

### Écosystème
La faune et la flore de la réserve est extrêmement diversifiée : on trouve différentes espèces d'animaux comme le Râle à gorge blanche, le Aye-aye, l'Autour de Henst, le Lémurien à fourche oriental, le Rat de Lamberton[réf. souhaitée], le Brookésie d'Antsingy, le Propithecus verreauxi deckeni, le Hapalemur griseus occidentalis ou le Lépilémur de Milne-Edwards (en), etc. ; concernant la flore, la réserve compte environ 650 espèces de plantes.

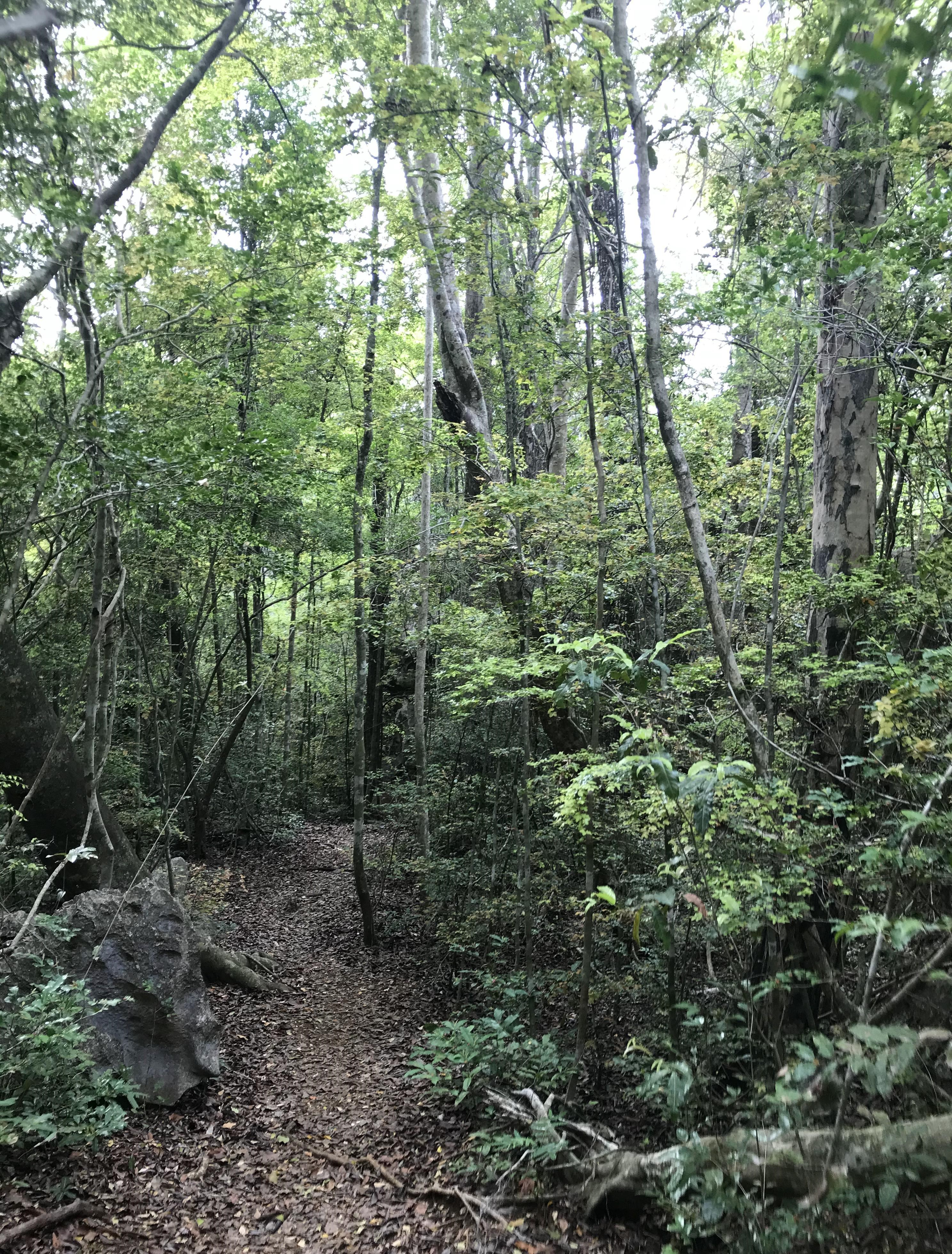
Forêt du Tsingy de Bemaraha.

## Histoire
Le site est classé au titre de réserve naturelle intégrale en 1927, sur 1 520 km2. Une partie (723 km2) de cette réserve intégrale est recatégorisée parc national le 1er août 1997, pour y permettre l'écotourisme. Le reste de la superficie conserve le statut de réserve naturelle intégrale.